# Cylindraspis triserrata
Cylindraspis triserrata (лат.) — вид недавно вымерших гигантских сухопутных черепах. Эндемик острова Маврикий в Индийском океане. Вымерла из-за охоты и внедрения инвазивных видов, таких как кошки и свиньи, поедавшие яйца и детёнышей.
К началу 1700-х годов была полностью истреблена.

## Синонимы
- Testudo schweigeri Gray, 1831
- Testudo schweiggeri Duméril & Bibron, 1835
- Testudo triserrata Günther, 1873
- Testudo leptocnemis Günther, 1875
- Testudo microtympanum Boulenger, 1891
- Testudo gadowi Van Denburgh, 1914
- Geochelone (Cylindraspis) gadowi Pritchard, 1967
- Geochelone leptocnemis Pritchard, 1967
- Geochelone microtympanum Pritchard, 1967
- Geochelone triserrata Pritchard, 1967
- Cylindraspis triserrata Bour, 1985
- Cylindraspis leptocnemis Wilms, 1999[2]